# Yona (piosenkarka)
Yona (prywatnie Johanna Pitkänen, dawniej Louhivuori, ur. 5 marca 1984 w Austrii) – fińska piosenkarka. Urodzona w Austrii, dzieciństwo spędziła w Oulu. Kiedy miała 10 lat, jej rodzina przeniosła się do Kuopio, a później do Helsinek, gdzie Yona mieszka do dzisiaj. Jest absolwentką Pop & Jazz Konservatorium Helsinki.

## Kariera
Pierwsza płyta Yony Pilvet liikkuu, minä en ukazała się 13 stycznia 2010 w wytwórni Timmion Records. Słychać na niej wpływy folku, jazzu, poezji śpiewanej i fińskich szlagierów, ale także nowszych stylów jak hip hop czy reggae. Yona sama napisała większość muzyki i wszystkie teksty. Autorem większości aranżacji jest trębacz Kalevi Louhivuori, producentem albumu jest Didier Selin. W marcu (11 tydzień 2011) album osiągnął 49. miejsce na fińskiej liście przebojów.
Orkesteri Liikkuvat Pilvet (Orkiestra wędrujące chmury) to 10-osobowy zespół, który towarzyszy artystce przy nagraniach i na koncertach. Należą do niego Nicolas Rehn (gitara), Antti Kujanpää (instrumenty klawiszowe), Salla Hakkola (harfa), Aili Ikonen (skrzypce i śpiew), Heini Ikonen (skrzypce i śpiew), Matti Mietola (altówka), Juho Kanervo (wiolonczela), Eero Tikkanen (kontrabas), Tatu Rönkkö (perkusja) i Didier Selin (inżynier dźwięku).
We wrześniu 2010 ukazała się płyta Takaisin Karjalan maille (Powrót do Karelii) zespołu Liljan Loisto, z karelskimi pieśniami, zaaranżowanymi w stylu reggae. Zespół tworzą Yona, Puppa J i Punky Reggae Band. Płyta zajęła 19. miejsce na fińskiej liście przebojów. Drugi album zespołu, Vapauden hurma, ukazał się 30 maja 2012 i znalazł się na miejscu 26. Do piosenki Varkaat kulkurit z tego albumu nakręcono także videoclip.
W roku 2010 Yona otrzymała nagrodę Emma dla najlepszego debiutanta. W maju 2011 ukazał się jej drugi solowy album Vaikenen laulaen (16. miejsce na liście przebojów).
Kolejny album Vaikka tekee kipeää, ei haittaa wyszedł we wrześniu 2012 i osiągnął 14. miejsce na liście. W roku 2013 Yona wzięła udział w corocznym festiwalu tango w Seinäjoki, gdzie zajęła drugie miejsce. We wrześniu 2013 nagrała wraz ze studyjnym zespołem Matti Mikkoli piosenkę Suojassa mun unissain, która jest melodią tytułową do serii Mun ainoot 30 minsaa drugiego programu fińskiej telewizji.

## Dyskografia

### Albumy
- Pilvet liikkuu, minä en (2010, Timmion Records)
- Vaikenen laulaen (2011, Timmion Records)
- Vaikka tekee kipeää, ei haittaa (2012, Timmion Records)
- Tango A La Yona (2014, Kaiho Republic)
- Naivi (2015, Kaiho Republic)
- Jano (2016, Monsp Records)

### Puppa J & Tasottavat
- Morobless (2006, Fat Belt Records)

### Liljan Loisto
- Takaisin Karjalan maille (2010, Suomen Musiikki)
- Vapauden hurma (2912, Suomen Musiikki)